# Takakia
Takakia é um género de musgos, com 2 espécies, conhecidas do Oeste da América do Norte e do centro e Leste da Ásia. O género é colocado numa família, ordem e classe separada, entre os musgos. Tem tido uma história de colocação taxonómica incerta, mas a descoberta de esporófitos típicos dos musgos dão forte apoio à sua integração neste grupo.
A autoridade científica do género é S. Hatt. & Inoue, tendo sido publicado em Journal of the Hattori Botanical Laboratory 19: 137. 1958.

## Espécies
De acordo com a base de dados The Plant List o género tem 3 espécies descritas das quais 2 são aceites:
- Takakia ceratophylla (Mitt.) Grolle
- Takakia lepidozioides S. Hatt. & Inoue